# دیبکلو
دیبکلو یکی از روستاهای استان آذربایجان شرقی است که در دهستان عباس غربی از بخش تیکمه‌داش در شهرستان بستان‌آباد واقع شده‌است.